# مقابر مكلي
مقابر مَكْلِي هي واحدة من أكبر المواقع الجنائزية في العالم، موزعة على مساحة 10 كيلومترات مربعة بالقرب من مدينة تته، في مقاطعة السند الباكستانية. يضم الموقع ما يقرب من 500000 إلى 1 مليون مقبرة بنيت على مدار 400 عام. تتميز مقابر مكلي بالعديد من المعالم الجنائزية الضخمة التي تنتمي إلى الملوك والعديد من الأولياء الصوفيين والعلماء المحترمين. تم إدراج الموقع كموقع تراث عالمي لليونسكو في عام 1981 باعتباره «شهادة بارزة» على حضارة السندي بين القرنين الرابع عشر والثامن عشر.

## أعلام
الشخصيات البارزة المدفونة في مكلي هي:
- محمد هاشم التتوي
- مير علي شير قانع التتوي